# Poroszországi német keresztes hadjárat
Poroszországi német keresztes hadjárat: II. Frigyes német-római császár hadjárata a pogány poroszok ellen 1228-29, újabb próbálkozás volt a keresztény hitnek addig ellenálló nép leigázására.
II. Frigyes német-római császár 1226-ban Salzai Hermann nagymesternek adott aranybullában lehetőséget és támogatást biztosított a Német Lovagrendnek a poroszok leigázására és megtérítésére, valamint területeik birtokba vételére, de lovagrend még nem bizonyult elégségesnek az azonnali cselekvéshez, s inkább egyelőre védelem és a későbbi hadjáratok megindítását célző kulmi hídfőállás kiépítésére összpontosítottak.
1210-ben II. Valdemár dán király már személyesen vezetett hadjáratot, de nem tudott célt érni és feladta. Frigyes hadjárata sem ért el eredményt, s vállalkozása inkább akadályozta a lovagokat feladatukba, s összehangolt támadásra nem került sor.
1233-ban indult meg a Német Lovagrend nagy hadjárata, s a következő 50 évben fokozatosan igázták le a poroszokat, de komoly veszélybe is került a rend, amelyből csak a németek, a pápa és lengyel fejedelmek segítségével tudott kimenekülni.